# Verena Leite de Brito
Verena Leite de Brito, nascida em 13 de Setembro de 1919, em Vila Bela da Santíssima Trindade, Mato Grosso, Brasil, foi uma professora e missioneira rural que teve um impacto profundo em sua comunidade. Desde muito jovem, Verena demonstrou um compromisso com a educação e a formação de seus conterrâneos, dedicando-se à causa educacional em uma região marginalizada e de difícil acesso.
Verena iniciou sua formação acadêmica no Colégio Santa Terezinha, em Guajará-Mirim, Rondônia, no Vale do Guaporé, uma instituição voltada para a formação de moças para o magistério primário. Concluiu seus estudos em 1937 e começou a lecionar em 1939, na Escola Rural Mista Santa Terezinha, em sua cidade natal.
Em um período conservador, onde as mulheres enfrentavam inúmeras barreiras para acessar a educação e a profissionalização, Verena destacou-se por sua coragem e inovação. Ela desafiou as normas sociais ao unir meninos e meninas na mesma sala de aula e introduzir conteúdos inovadores que incluíam a cultura africana e o uso da música. Além de alfabetizar, Verena preocupava-se com a formação integral de seus alunos, promovendo atitudes valorizadas na comunidade. Verena Leite foi muito além do papel de professora. Ela foi uma líder comunitária, envolvida em diversas atividades para melhorar a vida da população local. Seu trabalho foi reconhecido e homenageado pela comunidade, que em 1978 renomeou a escola onde ela lecionou para Escola Estadual de 1º Grau Verena Leite de Brito, em reconhecimento aos seus serviços prestados.
Verena faleceu em 1977, deixando um legado duradouro na educação e na comunidade de Vila Bela da Santíssima Trindade. Sua vida e obra continuam a inspirar estudos biográficos que destacam a importância de mulheres que, como ela, transformaram suas comunidades por meio da educação e do serviço missionário.

## Trajetória
Em sua adolescência, Verena Brito, trabalhava como uma mulher adulta nas funções domésticas. Ela também já foi agricultora, haja visto que tinha necessidade de ajudar financeiramente sua família. Com tudo, vale ressaltar que no ano de 1930, era muito incomum que mulheres fossem graduadas, sobretudo, mulheres ribeirinhas ou que viviam nas periferias da sociedade, poucas ousavam deixar o conforto de seu lar, para exercer tal função na sociedade.
Na época em que ela inicia seus estudos, era mais comum que filhas e filhos da elite fossem inseridos nesses espaços, para terem uma formação profissional. O ingresso para os estudos de formação era ainda mais dessociável para as mulheres que eram postas num lugar subserviente na sociedade, que eram inferiorizadas, postas somente ao serviço doméstico, urgindo uma visão de que elas necessitavam de uma "proteção" familiar.
Após finalizar seus estudos no colégio "Santa Terezinha", Verena retorna para Vila Bela da Santíssima Trindade, desempenhando diversas funções no campo pedagógico ao longo dos anos, tornando-se uma figura central na educação em Vila Bela da Santíssima Trindade, guiada pelos ideais da Educação Nova. Entre 1939 e 1977 ela se destacou como uma referência na profissão docente para a comunidade.
Ela se torna uma referência, principalmente por ser a pioneira em inovar os métodos de ensino e começar a juntar meninas e meninos em uma mesma sala de aula, é importante ressaltar que naquela época os alunos estudavam em salas diferentes, separados por sexo.

## Homenagem
Em 1977 Verena veio a óbito. Após sua morte, em 1978 recebeu uma homenagem póstuma. A Escola Estadual de 1º Grau "Dr. Fernando Correa", onde Verena exerceu sua docência, passou a ser denominada com seu nome. O Decreto-Lei nº 1.691 de 28 dezembro de 1978, legitimou o ato e a unidade escolar passou a se chamar Escola Estadual de 1º Grau Verena Leite de Brito.

## Referência
1. ↑  FERREIRA, Nilce Vieira Campos; BARROS, Josemir Almeida; SOUZA, Cleicinéia Oliveira de (orgs.). FORMAÇÃO DE PROFESSORAS RURAIS, HISTÓRIA DA EDUCAÇÃO E CONTEXTOS DE PESQUISA NAS REGIÕES CENTRO-OESTE E NORTE DO BRASIL E NA AMÉRICA LATINA. 2. ed. Cáceres: [Editora], 2022. p.67
2. ↑  FERREIRA, Nilce Vieira Campos; DUTRA, Paulo Sérgio; SOUZA, Cleicinéia Oliveira de. VERENA LEITE: PROFESSORA E MISSIONEIRA RURAL NO VALE DO GUAPORÉ. In: III EHECO – Catalão‐GO, Agosto de 2015.